# Toni Duggan
Toni Duggan (Liverpool, Inglaterra; 25 de julio de 1991) es una ex futbolista inglesa. Jugó su última temporada como delantera o mediapunta en el Everton de la FA Women's Super League de Inglaterra. Internacional absoluta con Inglaterra desde 2012, el 18 de septiembre de 2024 anunció por redes sociales su retirada de las competiciones.
Fue campeona Europa Sub-19 en 2009, marcando un gol en la final del campeonato. Con el Everton, Manchester City y F.C. Barcelona ha ganado una Liga inglesa, 2 FA Cup, 3 Copas de la Liga inglesa y una Copa de la Reina. Con la selección inglesa ha disputado los Mundiales de 2015, en el que logró la medalla de bronce, y de 2019, y las Eurocopas de 2013 y 2017. Con la Selección Sub-20 jugó los Mundiales de 2008, en el que fue elegida en el equipo ideal del torneo, con tan sólo 17 años, y de 2010.

## Trayectoria

### Inicios en Everton
Empezó a jugar al fútbol de niña en un equipo mixto llamado los Jellytots, hasta que a los 11 años se fichó por las el Everton para jugar en las categorías inferiores. Empezó a jugar en el primer equipo del Everton en la temporada 2007-08 aprovechando las lesiones de varias delanteras del primer equipo. El 9 de agosto de 2007 debutó en la Liga de Campeones con victoria por 4-0 sobre el Gintra, y marcó su primer gol en competición europea dos días después ante el Glentoran, pero fueron eliminadas en la segunda fase de grupos. Marcó un gol en el descuento contra el Watford que clasificó a su equipo para la final de la  FA Women's Premier League Cup, que ganaron al Arsenal, terminando con dos años de invencibilidad de las gunners. Duggan jugó la final como suplente sustituyendo a Natasha Dowie en el minuto 77. Hacia el final de la temporada sus buenas actuaciones hicieron que Mo Marley la alineara habitualmente en el ataque junto a Jody Handley y Natasha Dowie. Terminaron la liga como subcampeonas cinco puntos por debajo del Arsenal.
En la temporada 2008-09 repitieron subcampeonato liguero, empatadas a puntos con el Arsenal, y obtuvieron una plaza para jugar la fase de clasificación de la Liga de Campeones. En la FA Cup cayeron en semifinales ante el Arsenal, y en la Premier League Cup en segunda ronda ante el Bristol Academy. Duggan fue elegida Jugadora Joven del Año por la FA.
En la temporada 2009-10 fue una de las jugadoras más determinantes en la consecución de la FA Cup, al anotar un triplete en los octavos de final y el gol del empate en los cuartos de final ante el Blackburn Rovers. En la final contra el Arsenal un centro suyo fue desviado por Faye White hacia su propia portería, adelantando a las toffees en el marcador. Acabarían ganando la final en la prórroga por 3-2. Fueron subcampeonas de liga una vez más, esta vez con una desventaja de 11 puntos con el Arsenal y con un punto de ventaja sobre el Chelsea. En la Liga de Campeones cayeron en la primera ronda eliminatoria ante el Røa noruego tras pasar la fase preliminar sin problemas. Alcanzaron la final de la Premier League Cup, pero perdieron ante el Leeds United.
Al final de dicha temporada de reestructuró el campeonato liguero inglés pasando a jugarse en años naturales y siendo los mejores equipos del campeonato, entre los que estaba el Everton,  elegidos para disputar la Super League, que pasaría a ser la primera categoría del fútbol femenino desde su fundación. En 2011 el Everton quedó en tercer lugar en la Super League, cuatro puntos por detrás del Birmingham City. En la FA Cup fueron eliminadas en octavos de final por el Arsenal. En la Copa de la Liga cayeron en semifinales ante el Birmingham City tras haber eliminado al Chelsea en los cuartos de final. Fue la temporada más exitosa del club en Liga de Campeones, alcanzando los cuartos de final tras golear a todos los rivales en la fase de clasificación y eliminar al MTK y Brøndby en las dos primeras rondas eliminatorias.
En 2012 volvieron a quedar terceras tras el Birmingham City, esta vez a un punto de diferencia. Cayeron en cuartos de final de la FA Cup ante el Arsenal. En la Copa de la Liga se jugó una primera fase en forma de liguilla en la que quedaron eliminadas al perder ante el Birmingham City y el Bristol Academy y ganar al Doncaster Rovers. Ese año fue elegida jugadora inglesa sub-23 del año y debutó con la selección absoluta. 
En 2013 el Everton cayó hasta el quinto lugar en liga. En la FA Cup cayeron por 3-2 en los cuartos de final ante el Bristol Academy, a pesar del doblete de Duggan. En la Copa de la Liga pasaron de la fase de grupos en segundo lugar y cayeron en semifinales ante el Arsenal. Ese año fue nombrada Jugadora del Año del Noroeste de Inglaterra y elegida mejor jugadora del Everton de la temporada.

### Manchester City
Tras 7 años en el primer equipo del Everton, el 28 de noviembre de 2013 fichó por el Manchester City, que jugaba por primera vez en la máxima categoría y que estaba desarrollando un proyecto muy ambicioso. En su primera temporada en la máxima categoría ganaron la Copa de la Liga derrotando al Arsenal en la final por 1-0. En la liga alcanzaron el quinto puesto de ocho equipos y en la FA Cup fueron eliminadas en cuartos de final por el Chelsea. Ese año fue elegida como la mejor jugadora inglesa del año.  Su gol en la última jornada ante el Chelsea fue elegido como el mejor de la temporada.
En 2015 compitieron por el título de liga hasta la última jornada, siendo subcampeonas con dos puntos de desventaja tras el Chelsea. El Chelsea también fue su verdugo en la FA Cup, en la que las eliminaron en semifinales, mientras que el Arsenal las apearon de la Copa de la Liga en los cuartos de final. En agosto de 2015 se convirtió en la primera jugadora en lograr el premio al gol del mes del club, marcado al Chelsea en la Women's Super League. 
En 2016 el Manchester City logró un doblete, ganado autoritariamente la liga sin perder ningún partido y cediendo tan solo tres empates, y ganando la Copa de la Liga ante el Birmingham City. Duggan formó parte del primer equipo del Manchester City en disputar la Liga de Campeones y en noviembre de 2016 marcó un gol ante el Brøndby en esta competición. En la FA Cup volvieron a ser eliminadas en semifinales por el Chelsea.
En 2017 se volvió a reestructurar la competición para adaptarse a al calendario usado en la competición masculina y de la Liga de Campeones de otoño a primavera, por lo que se disputó una liga corta hasta el verano. El Manchester City quedó en segundo logar empatadas a puntos con el Chelsea. El 13 de mayo de 2017 ganaron su primera FA Cup al vencer por 4-1 al Birmingham City en la final. Duggan salió desde el banquillo en la final y participó en la jugada del cuarto gol.

### F.C. Barcelona

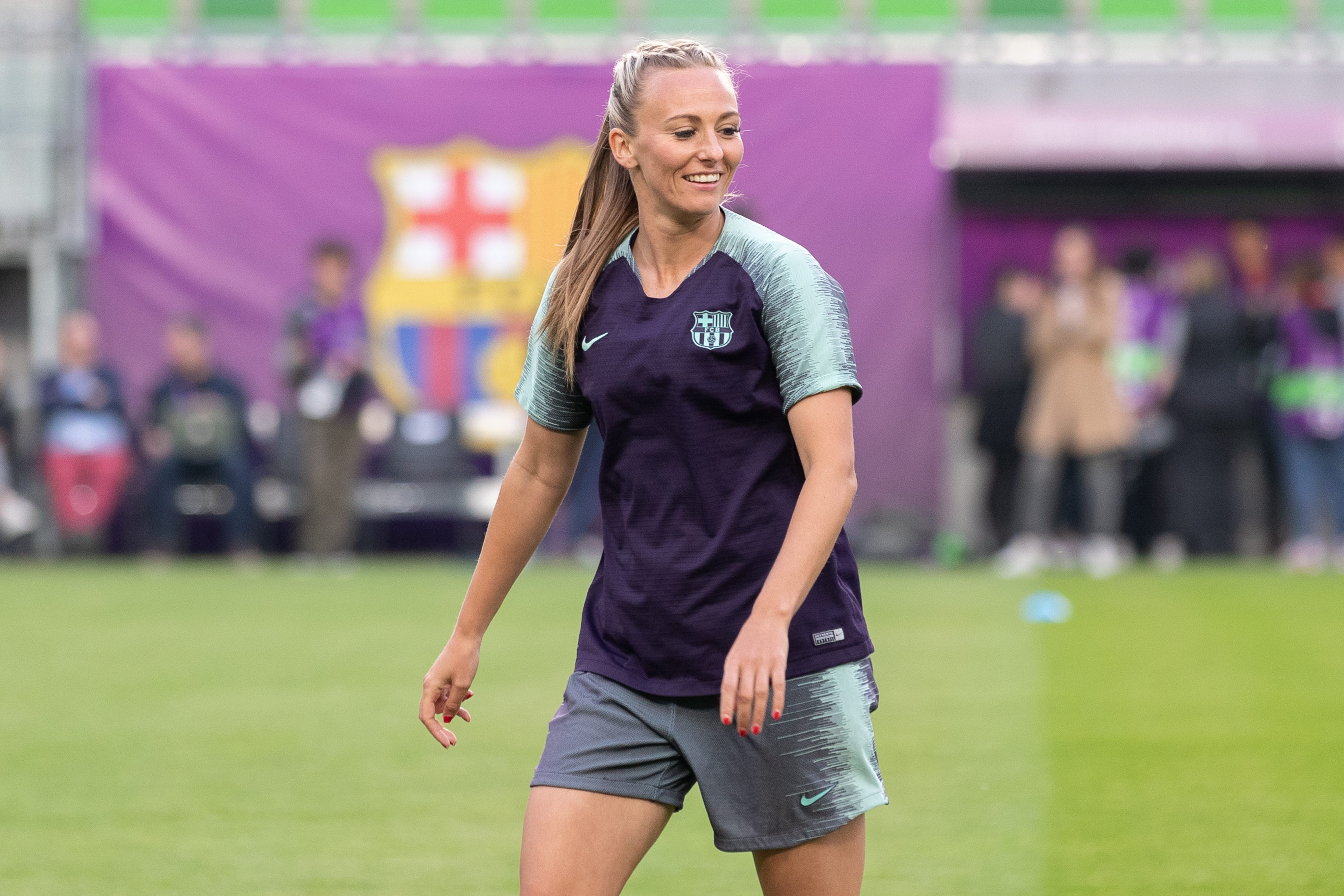
Toni con el F.C. Barcelona en la final de la Liga de Campeones 2019.

El 6 de julio de 2017 fichó con el F.C. Barcelona, siendo la primera contratación inglesa del club desde Gary Lineker, anticipando el fin de su contrato con el Manchester City, que finalizaba en noviembre. Duggan declaró que una de las razones para fichar por el Barcelona era su estilo de juego. La adaptación a España fue dura debido al idioma, y también a la forma de entrenar, menos física que en Inglaterra y más centrada en el aspecto técnico y táctico. Con las azulgranas jugó en punta de ataque, ganó la Copa de la Reina en su primera temporada, y marcó 11 goles en la Liga, los mismos que Lieke Martens y Alexia Putellas, y uno menos que la máxima goleadora Andressa Alves. Fueron subcampeonas tras el Atlético de Madrid. En la Liga de Campeones marcó 3 goles y alcanzaron los cuartos de final, en los que fueron eliminadas por las que serían posteriormente campeonas, el Olympique de Lyon.  
En la temporada 2018-19 alcanzaron por primera vez la final de la Liga de Campeones, en la que perdieron por 4-1 ante el Olympique de Lyon. Duggan marcó 5 goles en la competición, uno al BIIK Kazygurt en el partido de ida, dos al Glasgow City, y otros dos al  LSK Kvinner. Marcó 9 goles en liga, incluyendo el gol de la victoria en Barcelona y el gol que las adelantaba en Madrid  con 60.739 espectadores, récord mundial de asistencia a un partido de fútbol femenino entre clubes,  ante el Atlético de Madrid, pero debido a la mayor regularidad del equipo colchonero, el Barcelona acabó repitiendo el subcampeonato de la temporada anterior. En la Copa de la Reina fueron eliminadas por las colchoneras en semifinales.

### Atlético de Madrid

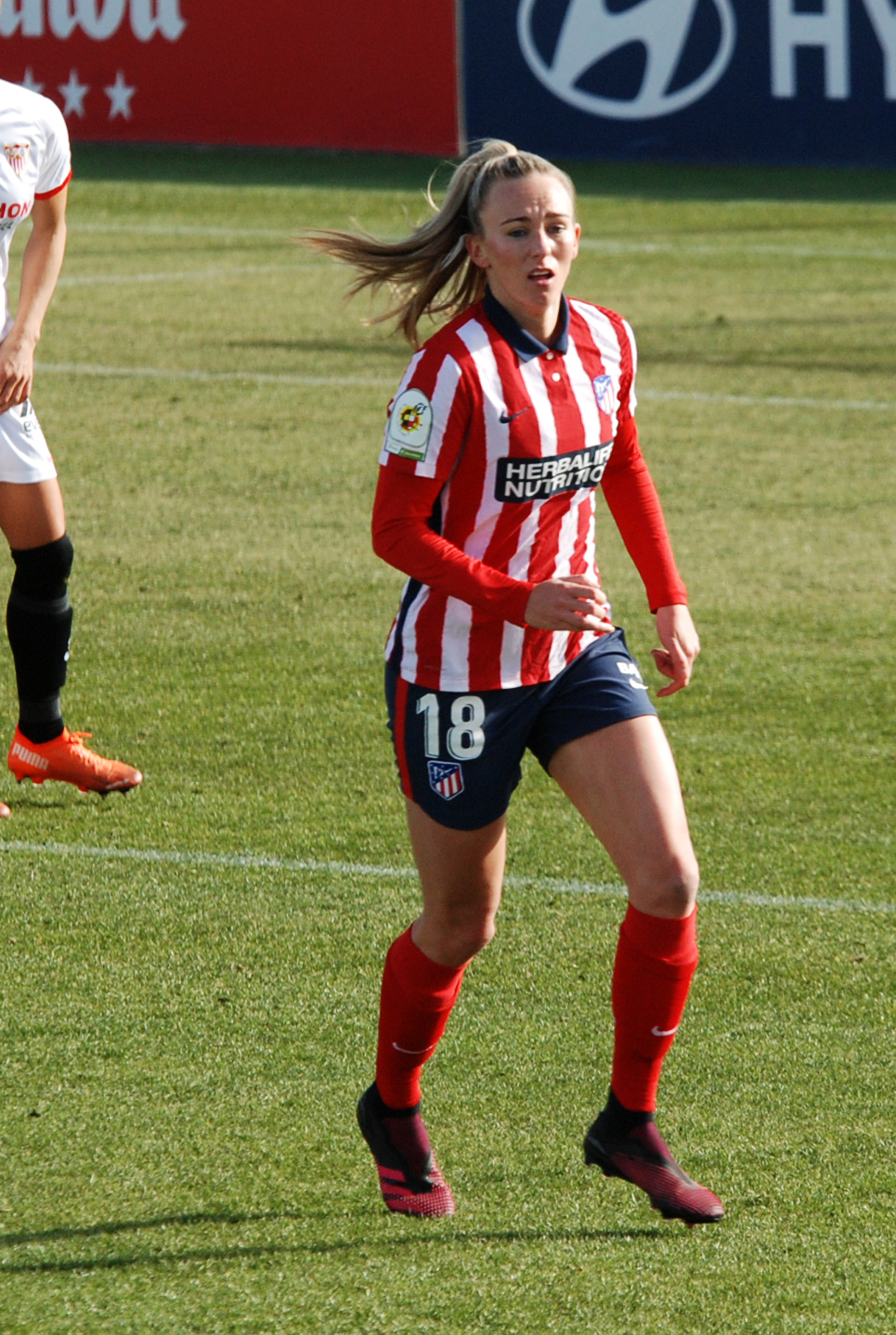
Toni Duggan jugando con el Atlético de Madrid

El 31 de julio de 2019 fichó por el Atlético de Madrid, en el que Duggan destacó el apoyo al equipo femenino del club, y en particular la impresión que le causó el partido disputado en el Estadio Metropolitano. Debutó con su nuevo club el 7 de septiembre de 2019 en la primera jornada de liga ante el Sporting de Huelva. Tras una lesión leve volvió a ser habitual en las alineaciones del equipo. En la fase inicial de adaptación no brilló, pero mejoró su desempeño tras un cambio de entrenador y marcó su primer gol el 26 de octubre ante la Real Sociedad. La semana siguiente contribuyó a la primera clasificación para los cuartos de final de la Liga de Campeones eliminando a su exequipo, el Manchester City y marcó un doblete ante el Deportivo Abanca. Su rendimiento mejoró notablemente hasta que volvió a caer lesionada en su pierna derecha y no pudo jugar por un mes. A pesar de las lesiones jugó 15 partidos de liga y marcó 5 goles y dio una asistencia antes de que se suspendiera con motivo de la pandemia del Covid-19 y quedó subcampeona del torneo. Fue elegida en el once ideal por el Diario Marca y el patrocinador del torneo, Iberdrola, en la jornada 8. Marcó un gol en la semifinal la Supercopa en la que cayeron derrotadas por el F. C. Barcelona y jugó el partido de octavos de final de la Copa de la Reina ante el Betis en el que pasaron las sevillanas al vencer en la tanda de penaltis.

## Selección

### Categorías inferiores
Debutó el 27 de septiembre de 2007 como suplente con la selección inglesa sub-19 en partido de la primera fase de clasificación del Campeonato Europeo de 2008 contra Islas Feroe, con victoria por 7-1. Dos días después jugaba como titular ante Lituania y marcaba su primer gol internacional. Fue suplente sin llegar a jugar en el tercer partido contra España.
El 25 de marzo de 2008 debutó con la Selección Sub-17 para participar en la segunda fase de clasificación del primer Campeonato Europeo de esta categoría, con victoria por 4-0 sobre República Checa. También jugó los otros dos partidos de esta fase de clasificación, con victoria por 3-1 ante Bélgica y empate sin goles ante Países Bajos, y clasificando a Inglaterra para la fase final del campeonato que se disputó en mayo y en la que no participó. Posteriormente jugaría solo en categorías superiores.
En abril de 2008 jugó los tres partidos de la segunda fase de clasificación del Campeonato Europeo Sub-19. Jugó como titular los tres encuentros y marcó un gol en el segundo ante Bélgica. Jugó todos los minutos de Inglaterra en la fase final del Campeonato que se disputó en julio en Francia. Inglaterra quedó encuadrada en el grupo B junto a Suecia, Escocia y Alemania. En el partido inaugural perdieron por 2-0 ante el equipo germano. En el segundo partido ante Escocia Duggan marcó un doblete que les sirvió para ganar por 3-1 y jugarse el pase a las semifinales ante Suecia. En el último partido Duggan abrió el marcador del encuentro pero Suecia empató el partido transformando un penalti en la segunda parte y eliminando al cuadro inglés. Duggan fue la segunda máxima goleadora del torneo con 3 goles.
En noviembre de 2008 disputó el Mundial sub-20 de Chile. En el sorteo Inglaterra quedó en el grupo de las anfitrionas, Nigeria y Japón. Debutó como titular el 19 de noviembre de 2008 contra Chile, y marcó el 0-2 definitivo. Volvió a ser titular en el segundo partido ante Nigeria, que concluyó con empate a uno. Fue la heroína en el tercer y definitivo partido ante Nueva Zelanda al marcar el gol del empate en el descuento que permitió a Inglaterra pasar a cuartos de final como segunda de grupo. En los cuartos de final cayeron por 3-0 ante los Estados Unidos, que acabarían llevándose el campeonato. Duggan fue la única jugadora de su selección elegida en el equipo ideal del torneo y el informe técnico de la FIFA la definió como "jugadora completa, gran capacidad de anticipación, sólida, directa, dinámica y de gran definición, capaz de definir el encuentro."
En abril de 2009 jugó dos partidos de la fase de clasificación para el Campeonato Europeo Sub-19 ante Hungría y España. En julio disputó la fase final del campeonato. En el primer partido ganaron a Suecia por 3-0 con un gol suyo. En el segundo partido empataron sin goles ante Noruega. En el último partido de la fase de grupos vencieron a Islandia por 4-0, con asistencia de Duggan en el tercer gol. En la semifinal contra Suiza vencieron por 3-0, con doblete y asistencia de Duggan. Coincidiendo con su cumpleaños se disputó la final del campeonato ante Suecia. Duggan abrió el marcador y ganaron por 2-0, conquistando el primer y único título de la selección inglesa. Al finalizar el campeonato Duggan fue elegida como una de las diez estrellas emergentes del campeonato, destacando su velocidad, potencie y equilibrio.
En septiembre de 2009 disputó los tres partidos de la primera fase de clasificación del Campeonato Europeo Sub-19 de 2010, dos de ellos como titular, y marcó un gol ante Noruega. En primavera de 2010 jugó los tres partidos de la fase de clasificación, dos de ellos como titular, y marcó un gol ante Islandia y dos ante Suecia. En mayo se disputó la fase final del Campeonato. Duggan abrió el marcador en el debut de Inglaterra con victoria por 3-1 sobre Escocia. En el segundo partido lograron clasificarse para la semifinal tras remontar el gol inicial de Italia. Duggan marcó el empate en el minuto 87 y Laura Bruton marcó el gol de la victoria en el descuento en una jugada iniciada con un taconazo de Duggan. Ya clasificadas Duggan descansó en el tercer partido de la fase de grupos, en la que Inglaterra cayó derrotada por Alemania. Fue titular en la semifinal en la que se enfrentaron a Países Bajos y pasaron a la final en los penaltis tras un partido que acabó sin goles. El 5 de junio se enfrentaron en la final a Francia. Duggan dio la asistencia de gol que adelantó al equipo inglés en el partido pero Francia remontó con dos goles, impidiendo que Inglaterra repitiese el título.
En julio de 2010 fue convocada para disputar el Mundial Sub-20 de Alemania. Jugó de titular en el debut inglés que terminó con empate a un gol ante Nigeria. En el segundo partido repitió titularidad y aunque lideró el ataque inglés no logró marcar y perdieron por 1-0 ante México. En el tercer y definitivo encuentro fueron claramente superadas por Japón y Duggan solo logró marcar el gol de consolación de penalti, con lo que Inglaterra quedó eliminada. Tras el campeonato el Informe técnico de la FIFA la señaló como jugadora destacada de su selección y la definió como "buena de espaldas a la meta, agresiva y de mentalidad ganadora".
Entre septiembre de 2010 y marzo de 2012 formó parte de la selección inglesa Sub-23, que disputó algunos torneos amistosos, como la Nordic Cup o la Four Nations.

### Eurocopa 2013
Debutó con la Selección Absoluta el 19 de septiembre de 2012 con victoria por 3-0 sobre Croacia, en el último partido de clasificación para la Eurocopa, siendo Hope Powell la seleccionadora. Volvió a jugar en un amistoso contra Francia en octubre, y en 2013 disputó la Copa Chipre, en la que jugó tres partidos y marcó sus primeros dos goles, el 8 de marzo ante Escocia y el 11 de marzo ante Nueva Zelanda. Inglaterra ganó la Copa Chipre tras vencer a Canadá por 1-0, partido en el que Duggan no participó.
Fue parte del equipo inglés que disputó la Eurocopa de 2013 en julio de 2013. Duggan no jugó en el debut de Inglaterra con derrota ante España por 3-2. El 15 de julio salió desde el banquillo en el segundo partido de la fase de grupos y marcó el gol del empate en el descuento ante Rusia que evitó la eliminación inglesa del campeonato. Duggan fue titular en el tercer partido Inglaterra necesitaba vencer a Francia pero perdieron por 3-0 y quedaron eliminadas.

### Mundial 2015

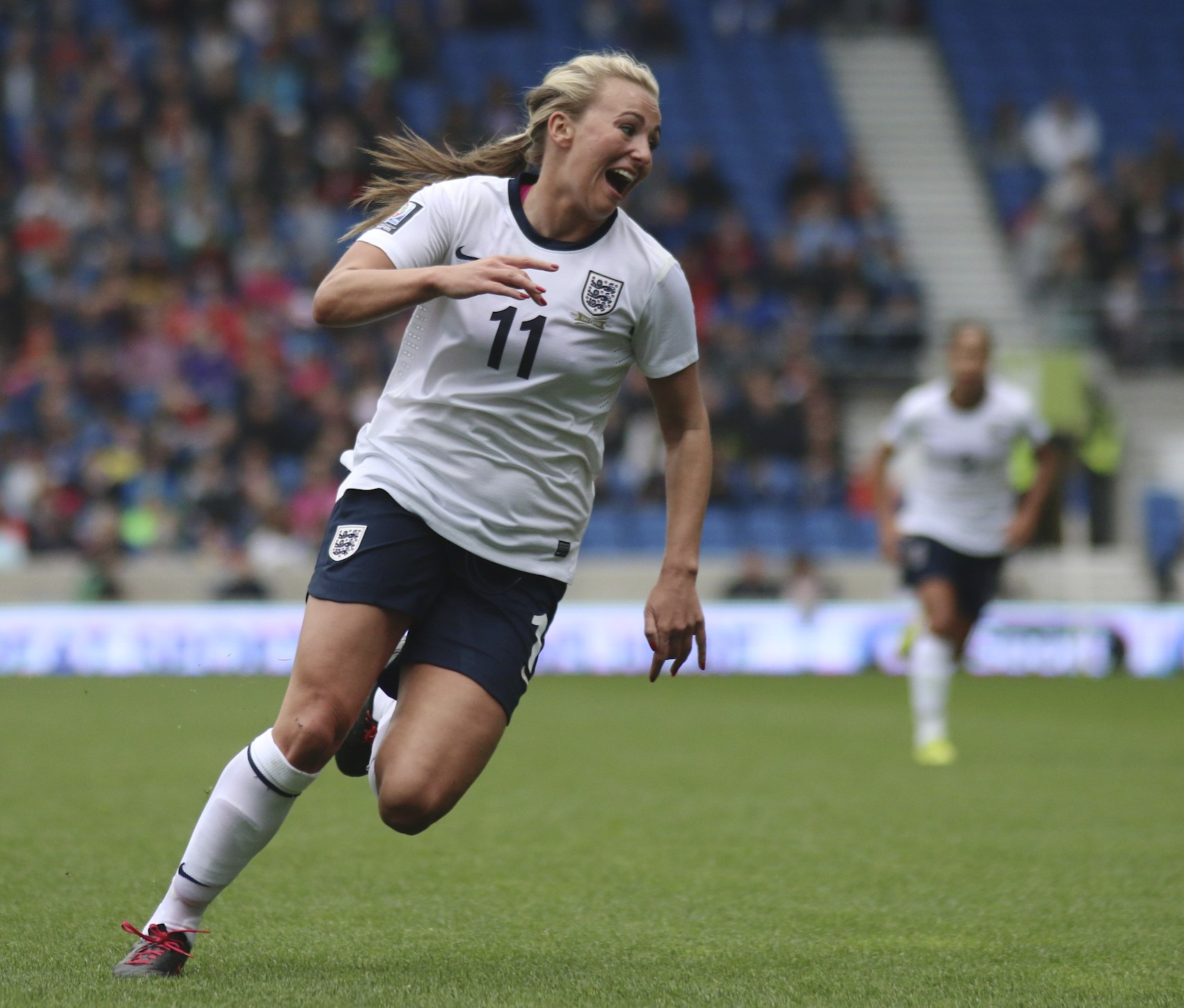
Toni Duggan celebra un gol ante Montenegro en 2014

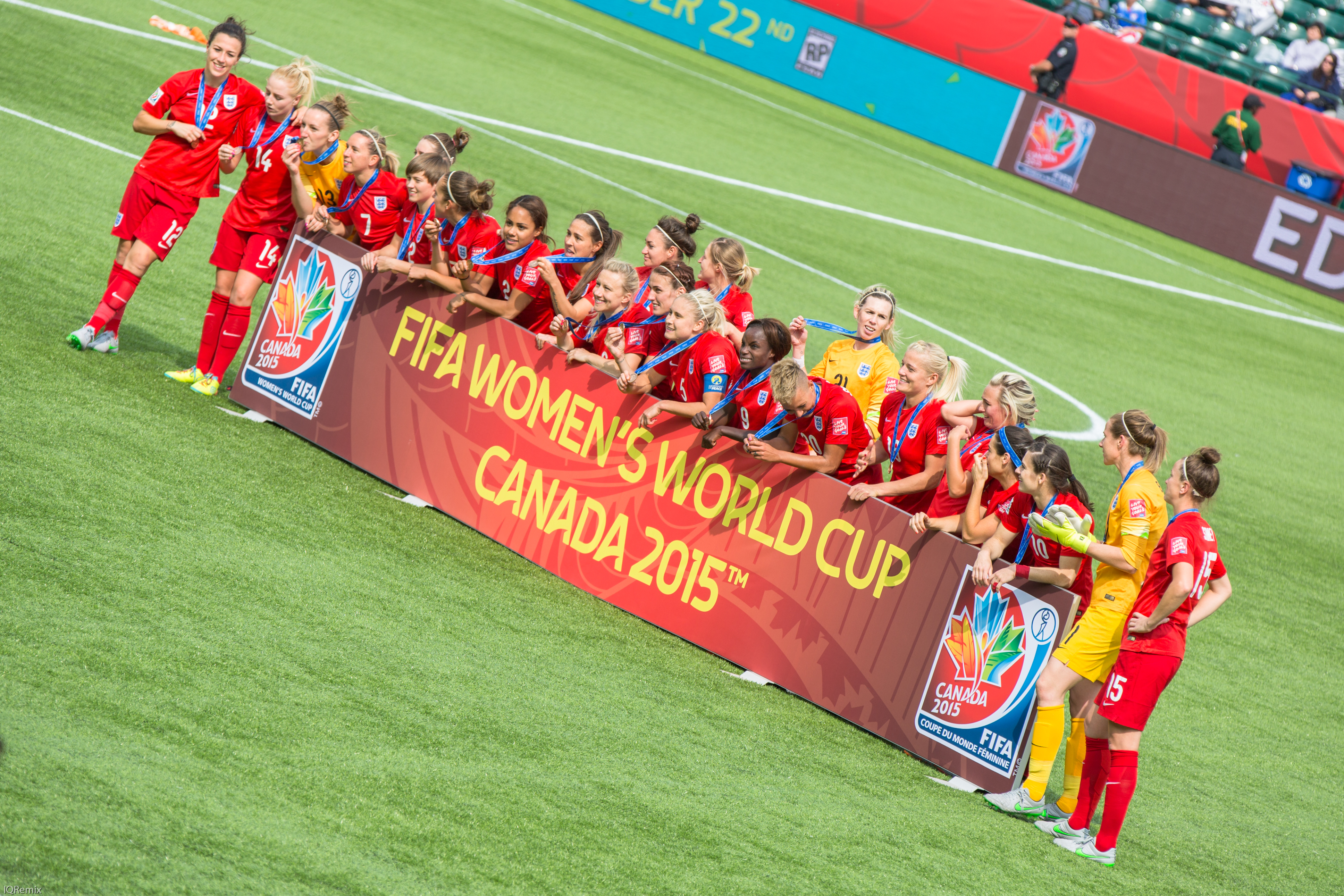
la selección inglesa celebra la medalla de bronce en el Mundial de 2015

Destacó en la fase de clasificación para el Mundial de 2015. Marcó 10 goles y dio 3 asistencias en los 7 partidos que disputó. El 26 de septiembre de 2013 marcó su primer triplete con la selección en el segundo partido de la fase de clasificación ante Turquía, además de dar un pase de gol, y volvió a marcar en el tercer y cuarto partidos ante País de Gales y Turquía respectivamente.
A principios de 2014 jugó varios amistosos y marcó ante Italia en la Copa Chipre 2014. Volvió a marcar un triplete en abril de 2014 en partido clasificatorio para el Mundial de 2015 ante Montenegro. Tras perderse los tres partidos de la fase de clasificación que se disputaron entre mayo y junio reapareció en un amistoso en agosto contra Suecia y en los últimos dos encuentros de clasificación para la Eurocopa dio una asistencia de gol ante País de Gales, partido que selló la clasificación para el Mundial, y marcó un doblete contra Montenegro. Al finalizar el año fue nominada por la federación inglesa al premio de mejor jugadora inglesa, que ganó por votación popular.
Duggan no formó parte del equipo que ganó la Copa Chipre de 2015, pero sí participó en los amistosos de preparación previos al Mundial. El 11 de mayo fue incluida en la convocatoria del Mundial del seleccionador Mark Sampson.
Duggan jugó como suplente en el partido de debut de Inglaterra contra Francia, que perdieron por 1-0. Fue titular en el segundo partido y tercer partidos, en los que ganaron por 2-1 a México y Colombia. Volvió a ser titular en los octavos de final en los que vencieron por 2-1 a Noruega, siendo sustituida en el minuto 63 cuando el marcador estaba igualado. No jugó los cuartos de final, en los que Inglaterra eliminó a Canadá (2-1). Volvió a la titularidad en la semifinal contra Japón. En la primera parte un penalti transformado por cada selección dejó un empate a uno en el descanso. En la segunda parte Duggan estrelló un balón en el larguero, y en el descuento un gol en propia puerta eliminó a Inglaterra. Duggan no jugó el partido por el tercer y cuarto puesto. Inglaterra venció a Alemania en la prórroga obteniendo la medalla de bronce. Duggan jugó un total de 5 partidos. Tras el campeonato fueron recibidas por el Príncipe Guillermo en el Palacio de Kensington.

### Eurocopa 2017

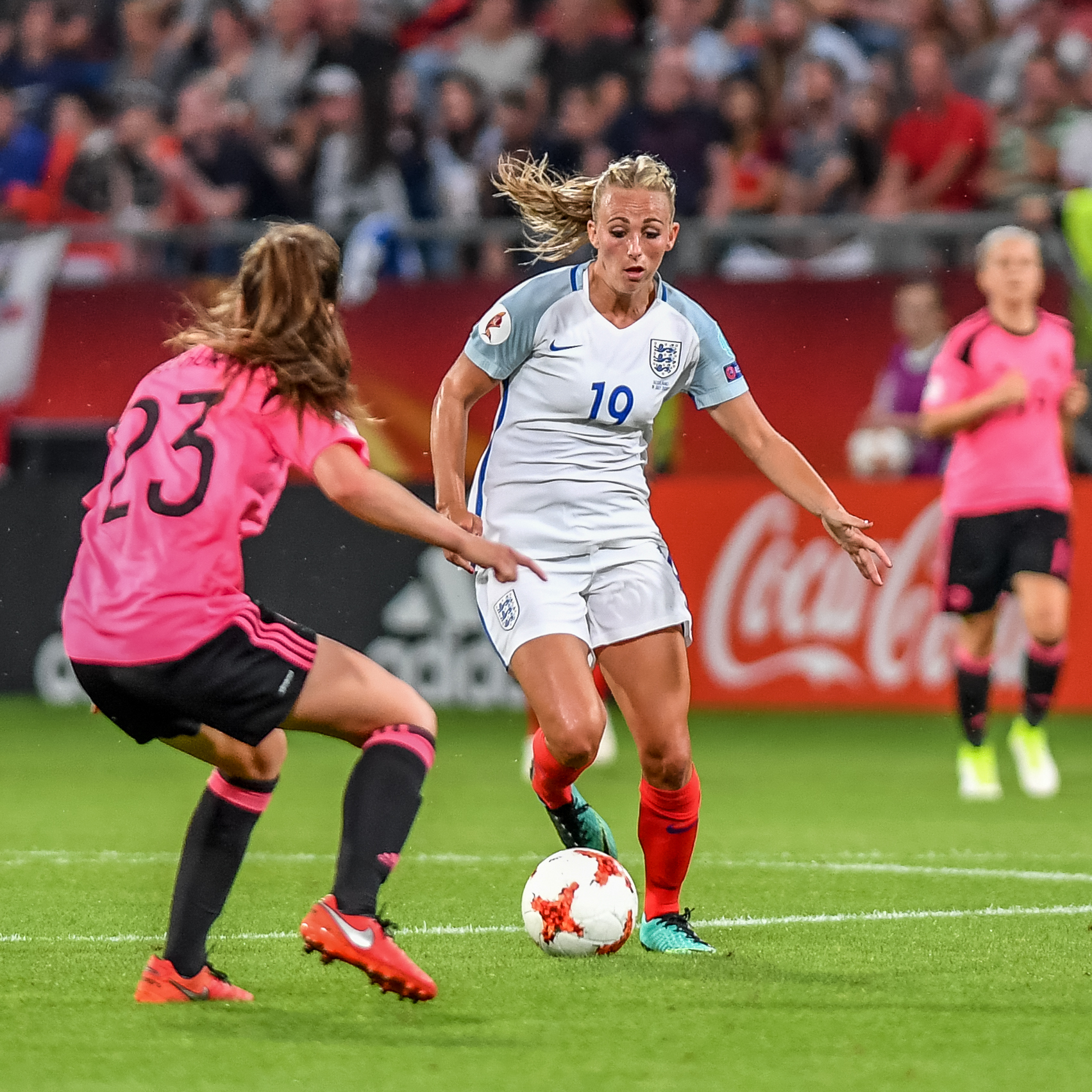
Duggan jugando contra Escocia en la Eurocopa de 2017

Su participación para la siguiente Eurocopa fue discreta. Jugó 3 partidos y no marcó ningún gol. En septiembre de 2015 sufrió una lesión de tobillo que le impidió jugar el primer partido de la Clasificación para la Eurocopa de Países Bajos. Reapareció en noviembre del mismo año y jugó como suplente el segundo partido ante Bosnia y Herzegovina (1-0). En marzo de 2016 participó en el torneo amistoso SheBelieves Cup, y marcó un gol ante Alemania. En abril de 2016 fue titular en el partido de clasificación disputado ante Bélgica (1-1), y suplente en la victoria en Bosnia (0-1). Duggan no participó en los cuatro partidos restantes de la clasificación, que se saldaron con victorias para las "Lionesses".
Sin embargo, volvió a ser convocada para los partidos amistosos que la Federación Inglesa organizó para preparar la Eurocopa, jugando 9 de los 12 encuentros que disputó la selección entre octubre de 2016 y julio de 2017. El 3 de abril de 2017 Mark Sampson desveló la lista de las 23 jugadoras que disputarían la Eurocopa de Países Bajos, incluyendo a Toni Duggan en la lista. Inglaterra debutó en la competición el 19 de julio con una contundente victoria por 6-0 sobre Escocia. Duggan fue suplente y marcó el último gol en tiempo de descuento. Cuatro días más tarde volvió a jugar como suplente en la victoria por 2-0 ante España. El 27 de julio, en el tercer partido de la fase de grupos ante Portugal, Mark Sampson dio descanso a las habituales y Duggan fue titular en la que fue su internacionalidad número 50, marcó un gol, y fue elegida mejor jugadora del encuentro. Inglaterra derrotó a Francia por 1-0 en los cuartos de final en un partido en el que Duggan no dispuso de minutos. En la semifinal ante  la anfitriona Inglaterra perdió por 3-0. Duggan salió en la segunda parte cuando el conjunto inglés ya perdía por dos goles.

### Mundial 2019

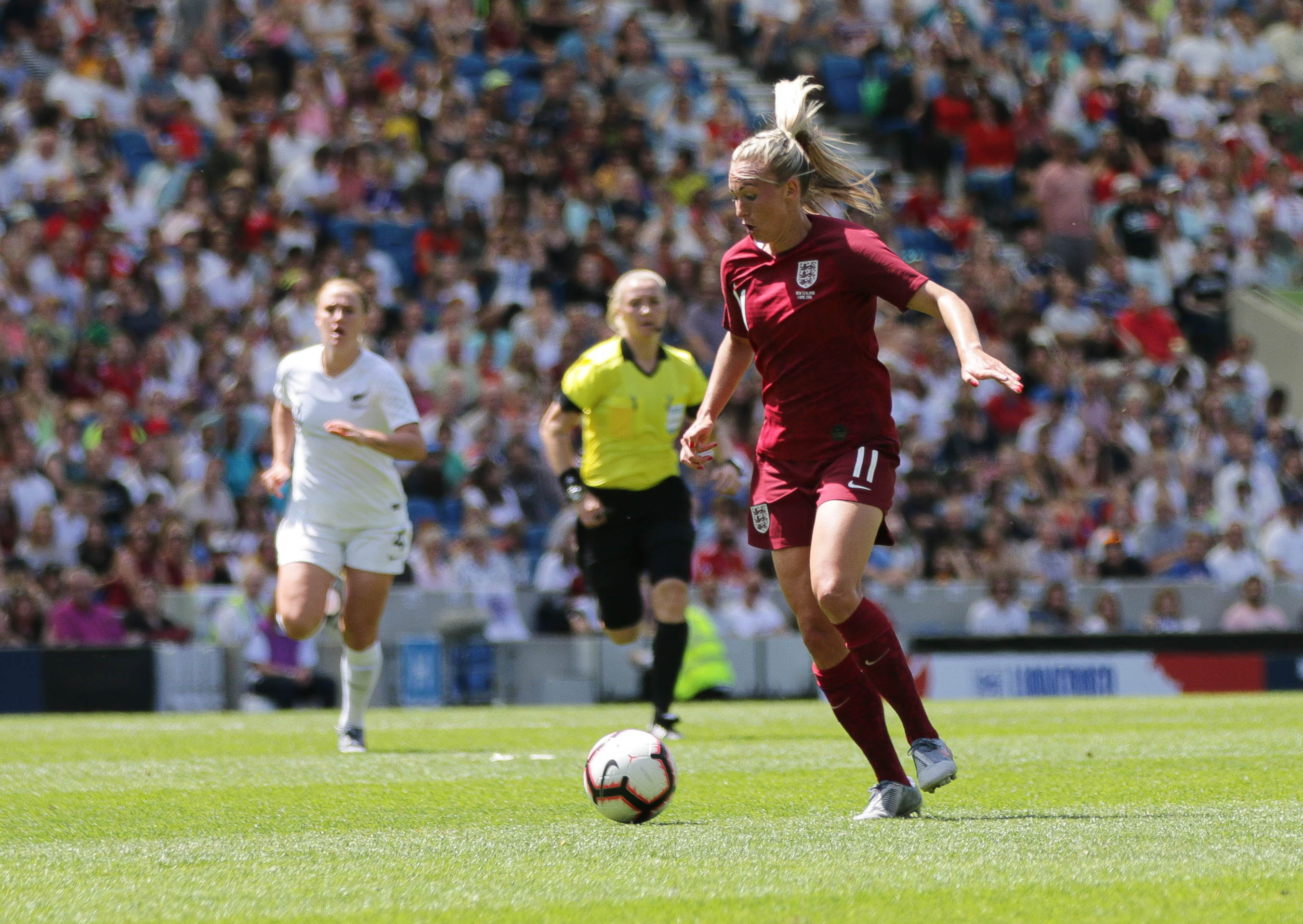
Duggan jugando un amistoso preparatorio para el Mundial de 2019

En el primer partido de la Clasificación para el Mundial de Francia ante Rusia fue titular, marcó un doblete y ganaron por 6-0. Al día siguiente Mark Sampson fue despedido por una acusación por conductas racistas en su etapa a cargo de las categorías inferiores del Bristol. Mo Marley se hizo cargo de forma interina de la Selección. Duggan jugó el segundo partido ante Bosnia y Herzegovina, y dio una asistencia de gol. Cuatro días después no jugó en el tercer partido de clasificación, único en el que no jugó y que también ganaron las Lionesses. En enero de 2018 Phil Neville fue nombrado nuevo seleccionador. Neville siguió contando con Duggan y la convocó para disputar la SheBelieves Cup, en la que Duggan marcó un gol a Francia. En abril fue titular en los partidos de clasificación ante País de Gales en casa (0-0), y Bosnia y Herzegovina de visitantes (0-2), marcando el primer gol en este último. En junio de 2018 volvió a ser titular ante Rusia y dio la asistencia a Nikita Parris que abrió el marcador en la victoria por 1-3. Antes del penúltimo partido eran líderes con dos puntos de ventaja sobre Gales, selección a la que se enfrentaron en septiembre. Duggan abrió el marcador en la segunda parte, y el partido acabó con victoria inglesa por 3-0 que les dio la clasificación para el Mundial. En el último e intrascendente partido ante Kazajistán fue suplente. En total jugó 7 delos 8 partidos de la fase de clasificación para el Mundial, 6 de ellos como titular, y marcó 4 goles y dio 2 asistencias de gol.
Tras la fase de clasificación Duggan jugó 10 de los 11 partidos amistosos que disputó la selección inglesa. En marzo de 2019 ganaron el torneo amistoso SheBelieves Cup. El 8 de mayo de 2019 la selección inglesa anunció la convocatoria a través de unos videos en los que celebridades británicas anunciaban una jugadora. El locutor de radio Creg James fue el encargado de dar el nombre de Toni Duggan.
Duggan empezó el torneo lesionada y se perdió los dos primero partidos de la fase de grupos, en los que Inglaterra venció por la mínima a Escocia (2-1) y  Argentina (1-0). Mientras se recuperaba alabó el juego de la selección, que había evolucionado hacia un juego de más posesión de balón. Se recuperó a tiempo para jugar el último partido ante Japón, en la que fue titular y ganaron por 2-0. En los octavos de final dio dos pases de gol en la victoria por 3-0 sobre Camerún. Fue un partido polémico por las quejas de las jugadoras de Camerún en las que Duggan recibió un escupitajo. Volvió a ser titular en los cuartos de final ante Noruega, en los que ganaron por 3-0. No jugó en la semifinal en la que fueron eliminadas por Estados Unidos, ni en el partido por el tercer y cuarto puesto en el que fueron derrotadas por Suecia.

### Eurocopa 2021
Inglaterra será la anfitriona en la Eurocopa que se disputará en 2021, por lo que está exenta de participar en la fase de clasificación. En las fechas en las que se disputan estos partidos Inglaterra juega partidos amistosos. Duggan jugó en agosto de 2019 un amistoso contra Bélgica, y posteriormente sufrió una lesión. Volvió a ser convocada para disputar un partido amistoso en Wembley contra Alemania.

## Vida personal y controversias
Apoya las causas benéficas Kick it Out, que combate la discriminación por cualquier causa en el mundo del fútbol, y Saving Lives, que se dedica a combatir las enfermedades de transmisión sexual.
En la Eurocopa de 2013 impidió un robo en una tienda al avisar a la policía de ruidos sospechosos que había escuchado al no poder dormir debido a la euforia tras haber marcado ese mismo día."" En 2016 se convirtió en la primera jugadora inglesa en alcanzar los 100,000 seguidores. Duggan se ha declarado partidaria del uso de las redes sociales.
En 2014 tuvo que pedir perdón públicamente por haberse pintado la piel de negro para disfrazarse del personaje de Whoppi Goldberg en Sister Act para una fiesta de disfraces, y en 2015 por publicar una foto sonriendo con Louis van Gaal, entrenador del Manchester United, que acababa de derrotar a su club, el Manchester City, y con el que mantienen una rivalidad local.

## Estadísticas

### Clubes
Actualizado al último partido jugado el 27 de junio de 2021.
| Club | Div.             | Temporada     | Liga  | Liga  | Liga   | Copas nacionales(1) | Copas nacionales(1) | Copas nacionales(1) | Copas internacionales(2) | Copas internacionales(2) | Copas internacionales(2) | Total | Total | Total  | Media goleadora(3) |
| Club | Div.             | Temporada     | Part. | Goles | Asist. | Part.               | Goles               | Asist.              | Part.                    | Goles                    | Asist.                   | Part. | Goles | Asist. | Media goleadora(3) |
| --- | ---------------- | ------------- | ----- | ----- | ------ | ------------------- | ------------------- | ------------------- | ------------------------ | ------------------------ | ------------------------ | ----- | ----- | ------ | ------------------ |
| Everton Inglaterra |                  |               |       |       |        |                     |                     |                     |                          |                          |                          |       |       |        |                    |
| National League | 2007-08          | 14            | 1     |       | 2      | 1                   |                     | 4                   | 2                        | ?                        | 20                       | 4     |       | 0,25   |                    |
| National League | 2008-09          | 11            | 2     |       | 1      | 0                   |                     | -                   | -                        | -                        | 12                       | 2     |       | 0,17   |                    |
| National League | 2009-10          | 18            | 5     |       | 3      | 0                   |                     | 4                   | 1                        | 1                        | 25                       | 6     |       | 0,24   |                    |
| Super League | 2011             | 14            | 1     |       | 1      | 1                   |                     | 9                   | 6                        | 1                        | 24                       | 8     |       | 0,33   |                    |
| Super League | 2012             | 13            | 5     |       | 4      | 0                   |                     |                     |                          |                          | 17                       | 5     |       | 0,29   |                    |
| Super League | 2013             | 13            | 7     |       | 4      | 1                   |                     |                     |                          |                          | 17                       | 8     |       | 0,47   |                    |
| Total club | Total club       | 83            | 21    |       | 15     | 3                   |                     | 17                  | 9                        | 2+                       | 115                      | 33    | 2+    | 0.29   |                    |
| Manchester City Inglaterra |                  |               |       |       |        |                     |                     |                     |                          |                          |                          |       |       |        |                    |
| Super League | 2014             | 13            | 4     |       | 8      | 7                   |                     |                     |                          |                          | 21                       | 11    |       | 0,52   |                    |
| Super League | 2015             | 10            | 6     |       | 6      | 3                   |                     |                     |                          |                          | 16                       | 9     |       | 0,56   |                    |
| Super League | 2016             | 15            | 5     |       | 5      | 1                   |                     |                     |                          |                          | 20                       | 6     |       | 0,30   |                    |
| Super League | 2017             | 4             | 4     |       | 0      | 0                   |                     | 7                   | 1                        | 1                        | 11                       | 5     |       | 0,45   |                    |
| Total club | Total club       | 42            | 19    |       | 19     | 11                  |                     | 7                   | 1                        | 1                        | 68                       | 31    | 1+    | 0,46   |                    |
| F.C. Barcelona · España |                  |               |       |       |        |                     |                     |                     |                          |                          |                          |       |       |        |                    |
| Primera División | 2017-18          | 26            | 11    | 2     | 3      | 0                   | 0                   | 6                   | 3                        | 0                        | 35                       | 14    | 2     | 0,40   |                    |
| Primera División | 2018-19          | 25            | 9     | 5     | 3      | 1                   | 0                   | 9                   | 5                        | 1                        | 37                       | 15    | 6     | 0,41   |                    |
| Total club | Total club       | 51            | 20    | 7     | 6      | 1                   | 0                   | 15                  | 8                        | 1                        | 72                       | 29    | 8     | 0,40   |                    |
| Atlético de Madrid · España | Primera División | 2019-20       | 15    | 5     | 1      | 2                   | 1                   | 0                   | 4                        | 0                        | 0                        | 21    | 6     | 1      | 0,30               |
| Atlético de Madrid · España | Primera División | 2020-21       | 28    | 1     | 6      | 3                   | 0                   | 0                   | 4                        | 1                        | 0                        | 35    | 2     | 6      | 0.06               |
| Atlético de Madrid · España | Total club       | Total club    | 43    | 6     | 7      | 5                   | 1                   | 0                   | 8                        | 1                        | 0                        | 56    | 8     | 7      | 0,15               |
| Total carrera | Total carrera    | Total carrera | 219   | 67    | 14+    | 45                  | 16                  | 0                   | 47                       | 19                       | 4+                       | 312   | 101   | 18+    | 0,32               |
| (1) Incluye datos de la WSL Cup, FA Cup, Copa de la Reina y Supercopa de España. (2) Incluye datos de la Liga de Campeones (3) No incluye goles en partidos amistosos. |                  |               |       |       |        |                     |                     |                     |                          |                          |                          |       |       |        |                    |

### Selección
Actualizado al último partido jugado el 11 de marzo de 2020.
| Selecciones                                                                                                | Año           | Europeo(4) | Europeo(4) | Europeo(4) | Mundial (4) | Mundial (4) | Mundial (4) | Amistosos | Amistosos | Amistosos | Total | Total | Total  | Media goleadora |
| Selecciones                                                                                                | Año           | Part.      | Goles      | Asist.     | Part.       | Goles       | Asist.      | Part.     | Goles     | Asist.    | Part. | Goles | Asist. | Media goleadora |
| --- | ------------- | ---------- | ---------- | ---------- | ----------- | ----------- | ----------- | --------- | --------- | --------- | ----- | ----- | ------ | --------------- |
| Sub-17 | 2008          | 3          | 0          | 0          | -           | -           | -           |           |           |           | 3     | 0     | 0      | 0,00            |
| Sub-17 | Total         | 3          | 0          | 0          |             |             |             |           |           |           | 3     | 0     | 0      | 0,00            |
| Sub-19 | 2007          | 2          | 1          |            | -           | -           | -           |           |           |           | 2     | 1     |        | 0,50            |
| Sub-19 | 2008          | 6          | 4          |            | -           | -           | -           |           |           |           | 6     | 4     |        | 0,67            |
| Sub-19 | 2009          | 10         | 5          | 2+         | -           | -           | -           |           |           |           | 10    | 5     | 2+     | 0,50            |
| Sub-19 | 2010          | 7          | 5          | 1+         | -           | -           | -           |           |           |           | 7     | 5     | 1      | 0,72            |
| Sub-19 | Total         | 25         | 15         | 3+         |             |             |             |           |           |           | 25    | 15    | 3+     | 0,60            |
| Sub-20 | 2008          | -          | -          | -          | 4           | 2           | 0           | 0         | 0         | 0         | 4     | 2     | 0      | 0,50            |
| Sub-20 | 2010          | -          | -          | -          | 3           | 1           | 0           | 0         | 0         | 0         | 3     | 1     | 0      | 0,33            |
| Sub-20 | Total         | 0          | 0          | 0          | 3           | 1           | 0           |           |           |           | 7     | 3     | 0      | 0,42            |
| Sub-23 | 2010          | -          | -          | -          | -           | -           | -           | 1+        |           |           | 1+    |       |        |                 |
| Sub-23 | 2011          | -          | -          | -          | -           | -           | -           |           |           |           |       |       |        |                 |
| Sub-23 | 2012          | -          | -          | -          | -           | -           | -           | 1+        |           |           | 1+    |       |        |                 |
| Sub-23 | Total         | 0          | 0          | 0          | 0           | 0           | 0           | 7         | 3         |           | 7     | 3     |        | 0,42            |
| Abs | 2012          | 1          | 0          | 0          | -           | -           | -           | 1         | 0         | 0         | 2     | 0     | 0      | 0,00            |
| Abs | 2013          | 2          | 1          | 0          | 4           | 5           | 1           | 6         | 2         | 0         | 12    | 8     | 1      | 0,75            |
| Abs | 2014          | -          | -          | -          | 3           | 5           | 2           | 7         | 1         | 0         | 10    | 6     | 2      | 0,60            |
| Abs | 2015          | 1          | 0          | 0          | 5           | 0           | 0           | 3         | 0         | 0         | 9     | 0     | 0      | 0,00            |
| Abs | 2016          | 2          | 0          | 0          | -           | -           | -           | 6         | 1         | 0         | 8     | 1     | 0      | 0,12            |
| Abs | 2017          | 4          | 2          | 0          | 2           | 2           | 1           | 7         | 0         | 0         | 13    | 4     | 1      | 0,31            |
| Abs | 2018          | -          | -          | -          | 5           | 2           | 1           | 7         | 1         | 0         | 12    | 3     | 1      | 0,25            |
| Abs | 2019          | -          | -          | -          | 3           | 0           | 2           | 7         | 0         | 0         | 10    | 0     | 2      | 0,00            |
| Abs | 2020          | -          | -          | -          | -           | -           | -           | 3         | 0         | 0         | 3     | 0     | 0      | 0,00            |
| Abs | Total         | 10         | 3          | 2+         | 22          | 14          | 7           | 47        | 5         | 0         | 79    | 22    | 9+     | 0,28            |
| Total carrera                                                                                              | Total carrera | 38         | 18         | 5+         | 29          | 17          | 7           | 49        | 5         | 0         | 121+  | 43+   | 12+    | 0,36            |
| (4) Se incluyen partidos en fases clasificatorias, no incluye Torneo de Exentos ni Torneo Desarrollo UEFA. |               |            |            |            |             |             |             |           |           |           |       |       |        |                 |

#### Participaciones en Mundiales
| Competición         | Categoría          | Sede     | Resultado         | Partidos | Goles |
| ------------------- | ------------------ | -------- | ----------------- | -------- | ----- |
| Mundial Sub-20 2008 | Sub-20             | Chile    | Cuartos de final  | 4        | 2     |
| Mundial Sub-20 2010 | Sub-20             | Alemania | Fase de grupos    | 3        | 1     |
| Mundial de 2015     | Selección absoluta | Canadá   | Medalla de bronce | 5        | 0     |
| Mundial de 2019     | Selección absoluta | Francia  | Cuarto puesto     | 3        | 0     |
| Total               | –                  | –        | –                 | 15       | 3     |

#### Participaciones en Eurocopas
| Competición            | Categoría          | Sede                | Resultado      | Partidos | Goles |
| ---------------------- | ------------------ | ------------------- | -------------- | -------- | ----- |
| Europeo Sub-19 2008    | Sub-19             | Francia             | Fase de grupos | 3        | 3     |
| Europeo Sub-19 2009    | Sub-19             | Bielorrusia         | Campeona       | 5        | 4     |
| Europeo Sub-19 2010    | Sub-19             | Macedonia del Norte | Subcampeona    | 4        | 2     |
| Eurocopa Femenina 2013 | Selección absoluta | Suecia              | Fase de grupos | 2        | 1     |
| Eurocopa Femenina 2017 | Selección absoluta | Países Bajos        | Semifinalista  | 4        | 2     |
| Total                  | –                  | –                   | –              | 18       | 12    |

## Palmarés

### Campeonatos nacionales
| Título                 | Club               | País       | Año  |
| ---------------------- | ------------------ | ---------- | ---- |
| FA National League Cup | Everton            | Inglaterra | 2008 |
| FA WSL Cup             | Everton            | Inglaterra | 2010 |
| FA WSL Cup             | Manchester City    | Inglaterra | 2014 |
| Women's Super League   | Manchester City    | Inglaterra | 2016 |
| FA WSL Cup             | Manchester City    | Inglaterra | 2016 |
| FA Women's Cup         | Manchester City    | Inglaterra | 2017 |
| Copa de la Reina       | F.C. Barcelona     | España     | 2018 |
| Supercopa de España    | Atlético de Madrid | España     | 2021 |

### Campeonatos internacionales
| Título                    | Equipo     | Sede           | Año  |
| ------------------------- | ---------- | -------------- | ---- |
| Campeonato Europeo Sub-19 | Inglaterra | Bielorrusia    | 2009 |
| Copa Chipre               | Inglaterra | Chipre         | 2013 |
| SheBelieves Cup           | Inglaterra | Estados Unidos | 2019 |

### Distinciones individuales
| Distinción                                                    | Año  |
| ------------------------------------------------------------- | ---- |
| Equipo del Campeonato Mundial Sub-20                          | 2008 |
| Jugadora Joven del Año de la FA                               | 2009 |
| Jugadora del Año para la afición del Everton                  | 2012 |
| Mejor jugadora inglesa Sub-23                                 | 2012 |
| Jugadora del Año para la afición del Everton                  | 2013 |
| Jugadora del Año del Everton                                  | 2013 |
| Gol de la temporada en Inglaterra                             | 2014 |
| Mejor jugadora inglesa del año                                | 2014 |
| Mejor gol del mes de agosto Manchester City                   | 2015 |
| Mejor jugadora del partido Inglaterra-Portugal en la Eurocopa | 2017 |
| Equipo de la Jornada 8 de Marca                               | 2019 |
| Once ideal de la Jornada 8 de Primera Iberdrola               | 2019 |